# آب‌انبار کفشگیری
آب‌انبار کفشگیری مربوط به دوره پهلوی است و در گرگان، بخش مرکزی، دهستان روشن آباد، روستای کفشگیری، آب‌انبار قدیمی روستا واقع شده و این اثر در تاریخ ۲۸ اسفند ۱۳۸۵ با شمارهٔ ثبت ۱۸۶۷۹ به‌عنوان یکی از آثار ملی ایران به ثبت رسیده است.